# Hugo Decker (Politiker)
Hugo Decker (* 15. Juli 1899 in Bernau am Chiemsee, Oberbayern; † 2. Oktober 1985 in München) war ein deutscher Ingenieur und Politiker (Bayernpartei, CSU).

## Leben
Nach dem Besuch des Gymnasiums absolvierte Decker als Werkstudent ein Studium an der Technischen Hochschule München, das er 1923 mit der Prüfung als Diplom-Ingenieur abschloss. 1925 wurde er zum Dr.-Ing. promoviert (Dissertation: Die magnetische Suszeptibilität von wässerigen Lösungen der Salze seltener Erden). Im Anschluss an sein Studium arbeitete er als Ingenieur im In- und Ausland. Später widmete er sich der Kunstmalerei.
Decker beantragte 1933 die Aufnahme in die NSDAP und ihm wurde die Mitgliedsnummer 2.649.131 zugeteilt, aber die Aufnahme wurde abgelehnt. Nach 1945 gehörte der der Bayernpartei (BP) an. Bis 1949 war er Bezirksvorsitzender der BP Rosenheim-Land (Oberbayern). In der ersten Wahlperiode (1949–1953) gehörte er dem Deutschen Bundestag an, in den er im Wahlkreis Rosenheim mit 30,4 % der abgegebenen gültigen Stimmen direkt gewählt wurde, und war auch Delegierter für den Europarat und Parlamentarischer Geschäftsführer der BP-Fraktion. Seit dem 25. September 1951 war er als Nachfolger von Gebhard Seelos Vorsitzender der BP-Fraktion. Seit Gründung der Fraktion der FU aus den Fraktionen von Bayernpartei und Zentrumspartei am 14. Dezember 1951 war er deren Fraktionsvorsitzender. Ab 21. März 1952 war er Vorsitzender des Organisationsausschusses des Bundestages, ohne dass der Ausschuss in seiner Amtszeit zusammengetreten wäre.
Nach dem Tode von Eberhard Wildermuth stand Decker 1952 bei Bundeskanzler Konrad Adenauer als möglicher Kandidat für die Leitung des Bundesministeriums für Wohnungsbau im Gespräch. Adenauer entschied sich aber für die Berufung des FDP-Abgeordneten Fritz Neumayer.
Nachdem die BP bei der Bundestagswahl 1953 an der Fünf-Prozent-Hürde gescheitert und Decker aus dem Parlament ausgeschieden war, trat er am 15. Januar 1954 gemeinsam mit Anton Besold zur CSU über. Von 1956 bis 1972 amtierte er als Bürgermeister von Bernau am Chiemsee.

## Ehrungen
- Bayerischer Verdienstorden
- Ehrenbürgerschaft der Stadt Bernau